# Tartu-Maarja socken
Tartu-Maarja socken  (estniska: Tartu-Maarja kihelkond, tyska: Kirchspiel Dorpat-St. Marien) var en socken i Dorpats krets i Guvernementet Livland. Socknens kyrkby var Maarjamõisa (tyska: Marienhof), numera en stadsdel i staden Tartu (Dorpat).